# پرستوهای نمادین
پرستوهای نمادین (نام علمی: Hirundo) سرده‌ای از گنجشک‌سانان عضو تیره پرستویان هستند. اعضای این سرده را پرستوهای معمولی یا چلچله‌های معمولی نیز می‌خوانند. چهار عضو سرده چلچله‌های کوهی پیشتر عضو این سرده بوده‌اند، اما امروزه به سرده دیگری منتقل شده‌اند.
۱۴ عضو سردهٔ پرستوها را می‌توان در سراسر جهان، از جمله قاره آمریکا، یافت.

## گونه‌ها
- پرستوی خانگی یا پرستوی معمولی، Hirundo rustica
- پرستوی سینه‌سرخ، Hirundo lucida
- پرستوی آنگولا، Hirundo angolensis
- پرستوی اقیانوس آرام، Hirundo tahitica
- پرستوی خوش‌آمدگو، Hirundo neoxena
- پرستوی گلوسفید، Hirundo albigularis
- پرستوی اتیوپی، Hirundo aethiopica
- پرستوی سرسرخ، Hirundo smithii
- پرستوی سینه‌سفید، Hirundo nigrita
- پرستوی بال‌رنگارنگ، Hirundo leucosoma
- پرستوی دم‌سفید، Hirundo megaensis
- پرستوی سینه‌مرواریدی، Hirundo dimidiata
- پرستوی آبی‌رنگ، Hirundo atrocaerulea
- پرستوی سیاه‌وحنایی، Hirundo nigrorufa